# Tratado de Santo Ildefonso (1800)

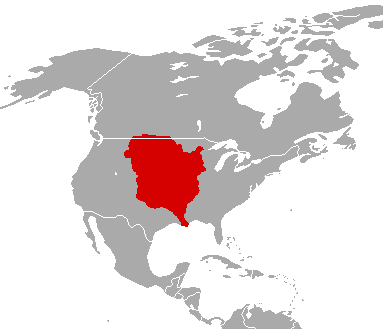
O território da Louisiana devolvido à França pela Espanha representa quase um terço dos Estados Unidos hoje

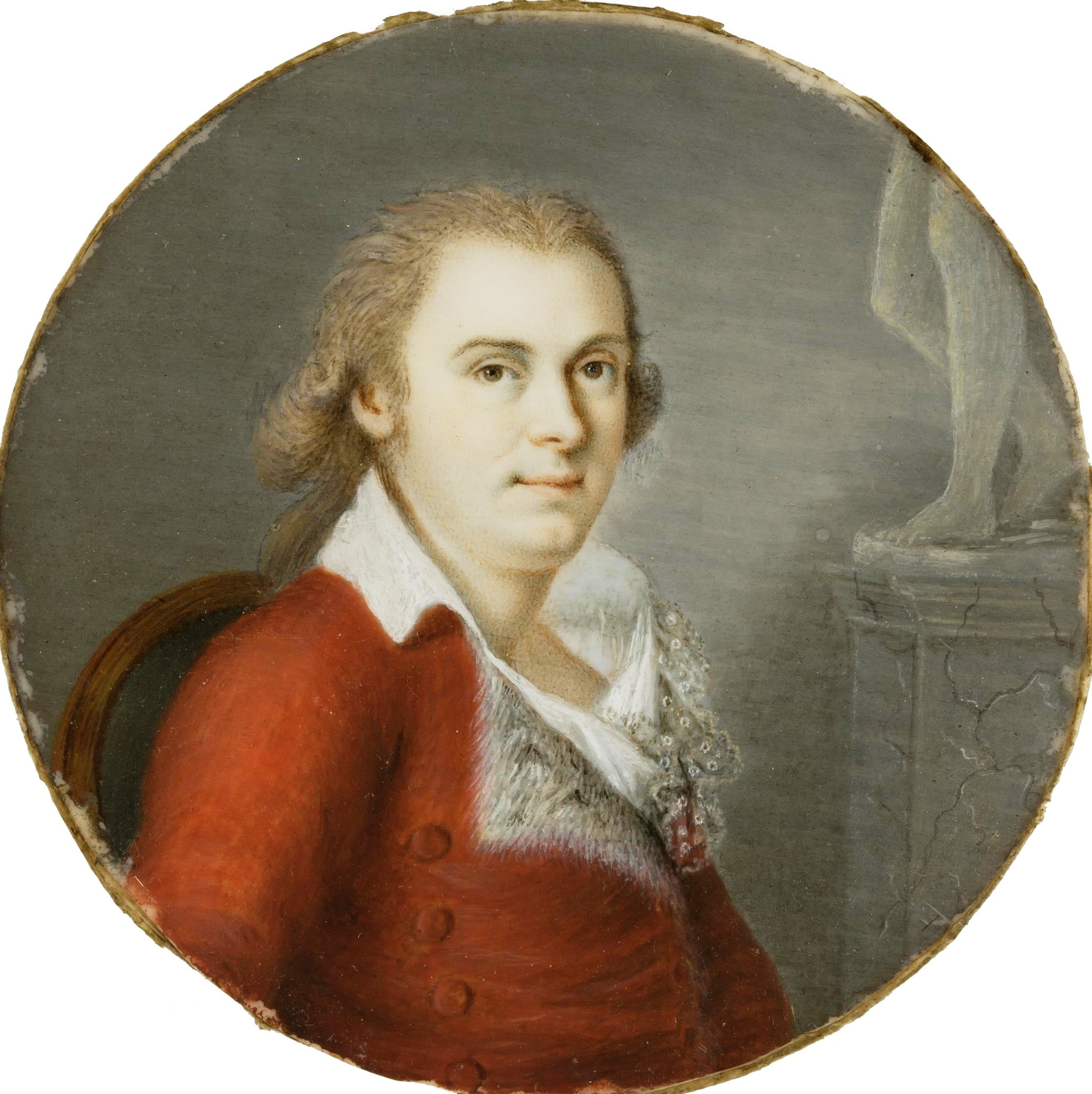
Mariano Luis de Urquijo, signatário espanhol

O tratado de Santo Ildefonso de 1800, ou terceiro tratado de Santo Ildefonso (título em espanhol: Tratado entre España y la República francesa para la cesion del ducado de Parma y retrocesion de la Luisiana) foi um acordo secreto assinado entre Espanha e França no decurso das Guerras Napoleónicas. Entre os principais pontos acordados estão a concessão à França da Luisiana.

## O tratado

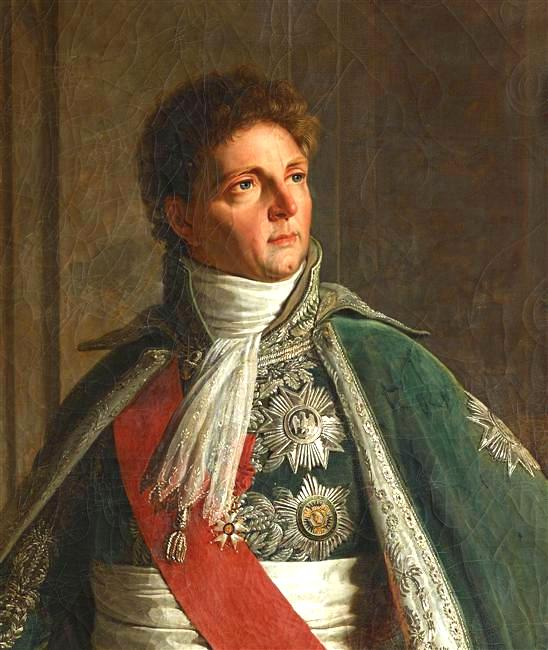
Louis Berthier, signatário francês

O tratado foi discretamente negociado entre a França e a Espanha, no qual a Espanha deu a colônia da Louisiana à França. O contrato foi negociado por Louis Alexandre Berthier, representante da França, e Mariano de Urquijo y Muga, representante da Espanha, e assinado em 1º de outubro de 1800. O tratado foi consequência da situação difícil em que a Espanha estava por causa de Napoleão. Os termos do contrato não definiam exatamente os limites do território no retorno, que mais tarde se tornou um ponto de discórdia entre a Espanha e os Estados Unidos após a Compra da Louisiana em 1803, quando a França vendeu seu território aos Estados Unidos. Este tratado confirmou um tratado de aliança anterior (Segundo Tratado de San Ildefonso), que foi assinado em 18 de agosto de 1796 em San Ildefonso.

## Consequências
Em 9 de fevereiro de 1801, a França e o imperador austríaco Francisco II assinaram o Tratado de Lunéville, abrindo caminho para o Tratado de Aranjuez em março de 1801. Isso confirmou os termos preliminares acordados em Ildefonso e criou o efêmero Reino da Etrúria para Maria Luisa genro Louis. O ministro-chefe da Espanha, Manuel Godoy, foi criticado pelos termos, que foram vistos como beneficiando excessivamente a França; mais tarde ele o justificou longamente em suas Memórias. Os historiadores modernos são menos críticos, uma vez que a Espanha exerceu controle efetivo apenas sobre uma pequena parte do território incluído na Compra da Louisiana de 1803 enquanto uma tentativa de controlar a expansão dos EUA em territórios espanhóis pelo Tratado de Pinckney de 1795 se mostrou ineficaz.
De 1798 a 1800, a França e os Estados Unidos travaram uma guerra não declarada no mar, a chamada Quase-Guerra, que foi encerrada pela Convenção de 1800 ou Tratado de Mortefontaine. Com um Canadá britânico já hostil ao norte, os Estados Unidos queriam evitar que uma França agressiva e poderosa substituísse a Espanha no sul. Por razões comerciais, Napoleão queria restabelecer a presença da França na América do Norte, a expedição de novembro de 1801 a Saint-Domingue sendo o primeiro passo. O Tratado de Amiens de março de 1802 encerrou a Guerra da Segunda Coalizão e, em outubro, a Espanha transferiu a Louisiana para a França.
Embora a presença de 30 000 soldados e marinheiros franceses no Caribe inicialmente tenha causado grande preocupação nos Estados Unidos, em outubro de 1802 estava claro que a expedição fora um fracasso catastrófico; seu líder, o general Charles Leclerc, morreu de febre amarela, junto com cerca de 29 000 homens em meados do verão. Sem Saint-Domingue, Napoleão concluiu que a Louisiana era irrelevante, e com a França e a Grã-Bretanha mais uma vez à beira das hostilidades, ele decidiu vender o território para evitar que fosse anexado por forças britânicas guarnecidas no Canadá próximo. Em abril de 1803, os Estados Unidos compraram o território por US$ 15 milhões, ou 80 milhões de francos.
O elaborado embaralhamento dos territórios italianos foi em última análise inútil. A Etrúria foi dissolvida e incorporada à França em 1807, enquanto grande parte da Itália pré-napoleônica foi restaurada pelo Congresso de Viena em 1815, incluindo os Grão-Ducados da Toscana e Parma. 